# Drôle de couple
Pour les articles homonymes, voir The Odd Couple.
Série
Drôle de couple 2
(1998)
Pour plus de détails, voir Fiche technique et Distribution.
Drôle de couple (The Odd Couple) est un film américain réalisé par Gene Saks sorti en 1968. C'est une adaptation de la pièce de théâtre du même nom jouée à Broadway à partir de 1965.
Trente ans après sa sortie, en 1998, Howard Deutch a tourné une suite de ce film avec les mêmes acteurs principaux et sur le même thème, Drôle de couple 2.

## Synopsis
Felix Ungar (Jack Lemmon), hypocondriaque obsédé de propreté et d'ordre, est quitté par sa femme. Après plusieurs tentatives de suicides, il atterrit dans l'appartement de son ami, Oscar Madison (Walter Matthau), un reporter sportif, divorcé, chez qui se déroule un tournoi de poker.
Les deux compères étant de caractère opposé, la situation se dégrade rapidement. Après s'être empressé de remettre de l'ordre dans l'appartement de son ami désordonné, Felix se fait un devoir de mettre de l'ordre dans sa vie également. L'obsession de propreté de Felix tape de plus en plus sur les nerfs d'Oscar et la situation atteint son paroxysme lorsque Felix fait capoter leur rendez-vous galant avec les deux sœurs voisines, Gwendolyn et Cecily Fink.
Oscar n'adresse alors plus la parole à Felix et le met à la porte. Puis, pris de remords, Oscar part à sa recherche et le découvre finalement, heureux, chez les deux sœurs.

## Fiche technique
- Titre original : The Odd Couple
- Titre français : Drôle de couple
- Réalisation : Gene Saks
- Production : Howard W. Koch
- Scénario : Neil Simon
- Image : Robert B. Hauser
- Musique : Neal Hefti
- Direction artistique : Walter H. Tyler et Hal Pereira
- Décors de plateau : Robert B. Benton et Ray Moyer
- Montage : Frank Bracht
- Studio de doublage VF : General Productions
- Direction artistique VF : Isy Pront & Serge Nadaud
- Adaptation VF : Serge Nadaud
- Supervision VF : Albert Husson
- Pays : États-Unis
- Durée : 105 min
- Format : couleur
- Langue : anglais
- Date de la sortie :
  - États-Unis : 1968

## Distribution
- Jack Lemmon (VF : Michel Roux) : Felix Ungar
- Walter Matthau (VF : André Valmy) : Oscar Madison, ami qui héberge Felix
- John Fiedler (VF : Jacques Marin) : Vinnie
- Herb Edelman (VF : Jacques Balutin) : Murray
- David Sheiner (VF : Maurice Nasil ) : Roy
- Larry Haines (VF : Henry Djanik) : Speed
- Monica Evans (VF : Sophie Leclair) : Cecily Pigeon, voisine d'Oscar
- Carole Shelley (VF : Joëlle Janin) : Gwendolyn Pigeon, sœur de Cecily
- Billie Bird : femme de chambre
- Iris Adrian : serveuse